# Balatoni Madárkert
A Balatoni Madárkert – díszmadár és kisállatpark, röviden Madárkert, a Somogy vármegyei Kereki községben működik. A magyar joggyakorlat tiltja a hazai madárfajok tartását magánszemélyek számára, így mivel a Madárkert magántulajdonban épült fel, állományát elsősorban egzotikus, díszmadárként tartott fajok jellemzik.
„Madárparkok, madárkertek” a világ számos pontján találhatók. Az ilyen gyűjtemények összetétele igen változatos, endemikus fajoktól az egzotikusokig bármit felvonultathatnak a gyűjtő elképzelései alapján.

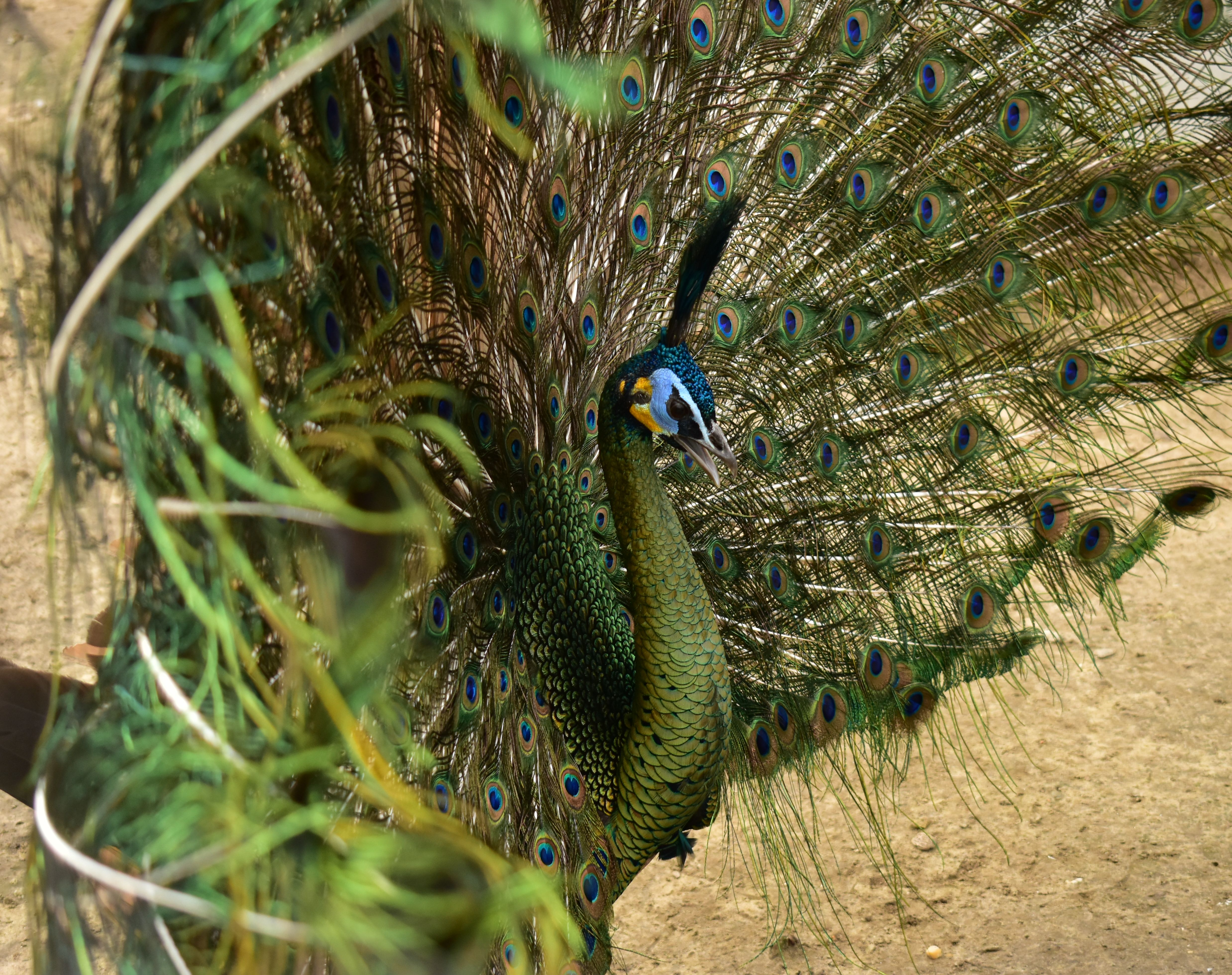
Jávai zöld páva (Pavo muticus)

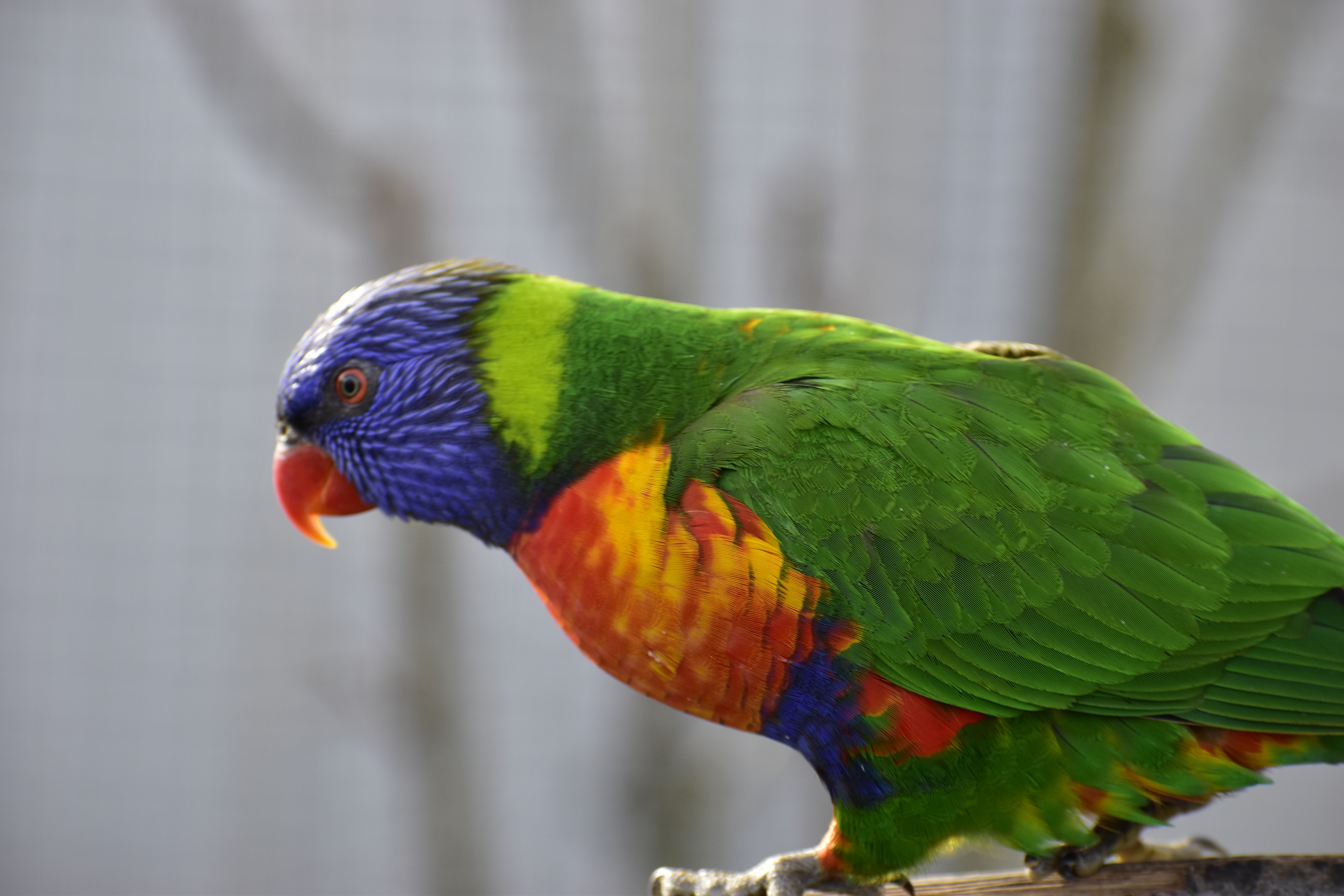
Hegyi lóri a Madárkertben (Trichoglossus h. moluccanus)

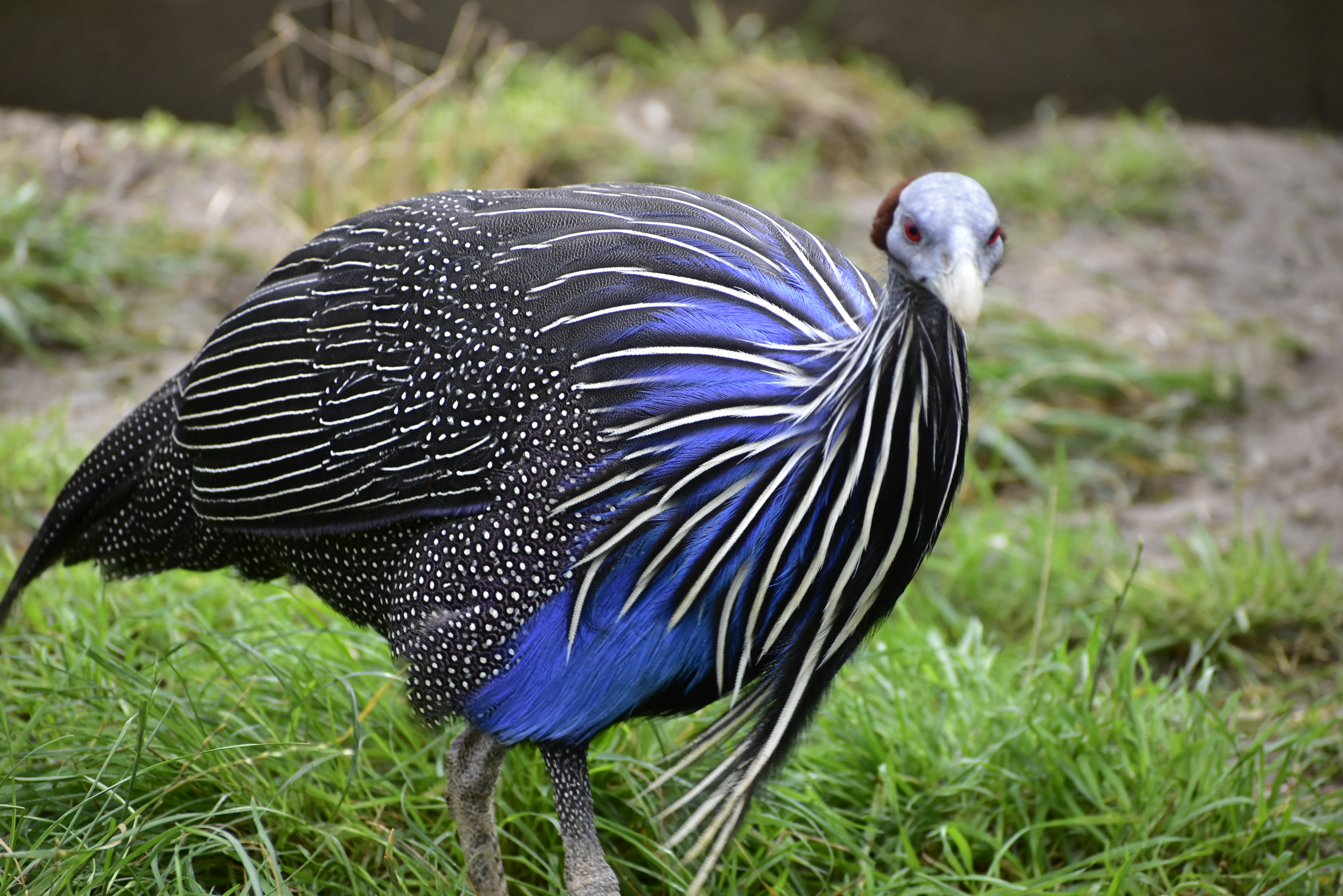
Keselyűfejű gyöngytyúk a Madárkertben (Acryllium vulturinum)

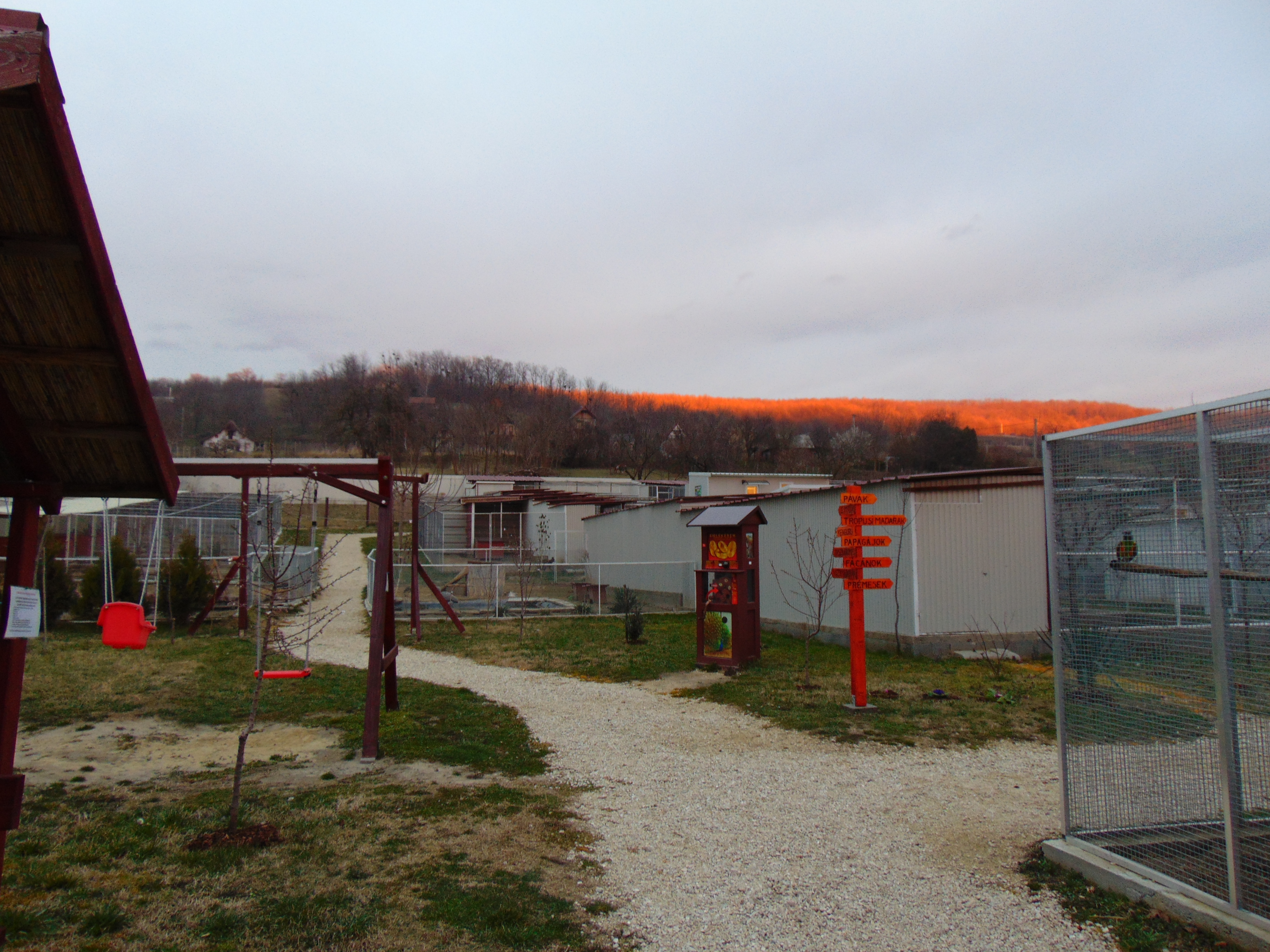
Park belső bejárat

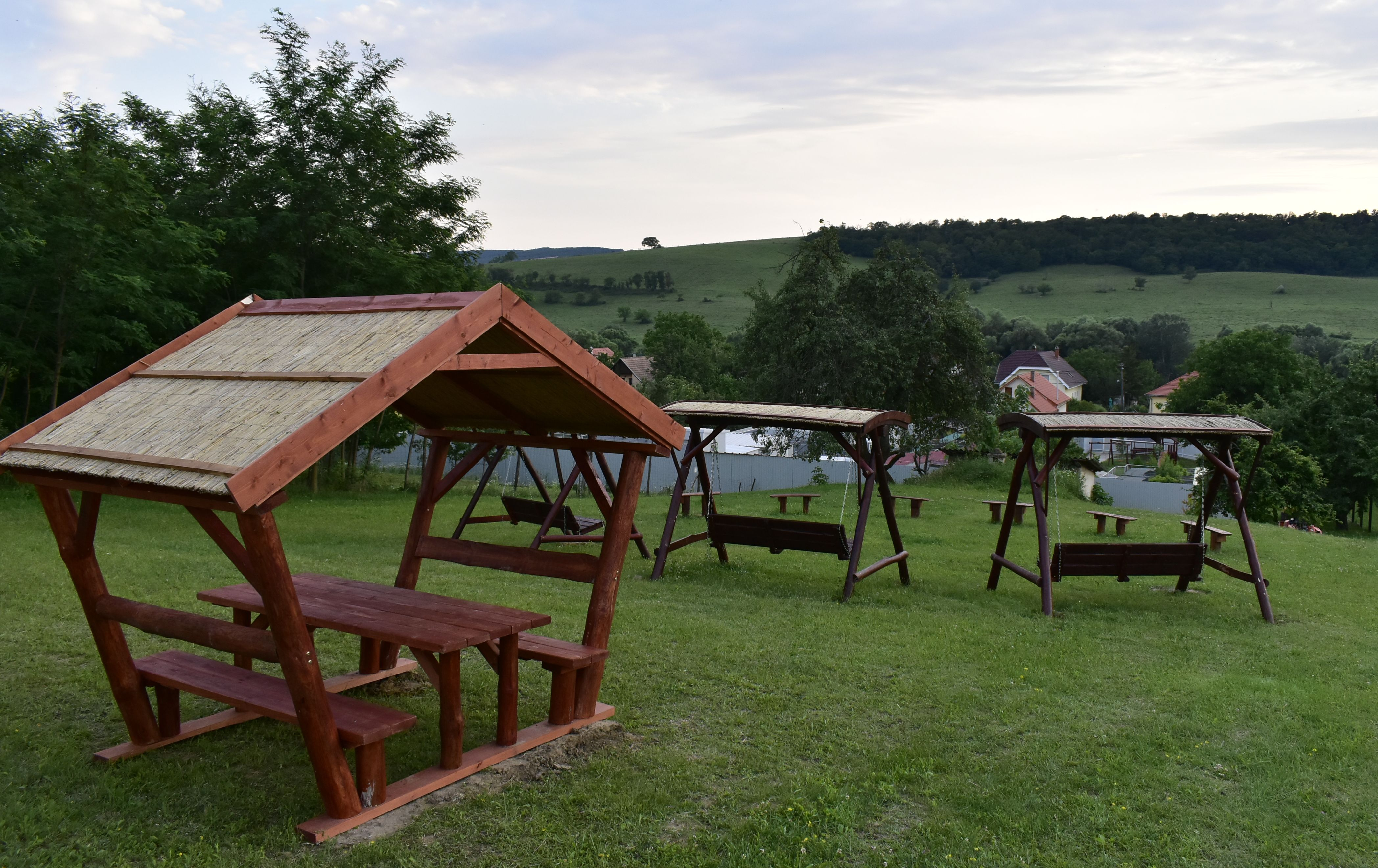
Rönkhinták

## Története
Az 1993-ban Zákányszék községben alapított Madárkert, a díszmadárként tartott madárfajok tenyésztelepeként indult, ebből lett nemzetközileg elismert szakmai attrakció, egyúttal az egyik legnagyobb fajlétszámú hazai madárpark. Az egzotikus madarak iránt már a kezdetektől igen komoly érdeklődés mutatkozott. A tulajdonosok fontosnak tartva a kulturált, embernek és állatnak is megfelelő állattartási körülmények propagálását, hobbigyűjteményükben szerzett tapasztalataikat szaklapokban, internetes fórumokon osztották meg. Ennek lett egyik következménye madárgyűjtemény közönség előtti hivatalos megnyitása az érdeklők, a látogatni szándékozók nagy létszáma miatt 2008-ban. Ezután felgyorsultak az események. Nem csak a kert bizonyult kicsinek a látogató forgalomhoz, de több nem várt esemény, probléma is sürgette a park átköltöztetését. Így a Madárkert közel negyedévszázad után, 2018-ban a Dél-Balaton régióban található Kerekibe költözött, a Szántód-Kaposvár főút mellé, az M7-es autópálya Kőröshegyi-völgyhíd lejárójának közelébe. A tulajdonos Rácz család az önerőből épített új parkot Balatoni Madárkert – díszmadár és kisállatpark elnevezéssel nyitotta meg. Környezete "Somogyország" vadregényes erdős dombságának teteje, így nemcsak a Balatonra pihenni érkező nyaralók, de a bakancsos turisták számára is népszerű, a domboldalban elhelyezkedő park panorámája sokak csodálatát kivívta.

## A Madárkert
Több, mint 10 000 m²-es területe az állatkertek viszonylatában nem számít nagynak, de mivel a viszonylag sok faj kifutói közvetlenül egymás mellett vannak elhelyezve, így koncentrált a látnivaló, ami megkönnyíti az állatok közti barangolást a mozgásukban korlátozottak számára is. Az állatkertekhez képest egyedi a naponta többször indított ingyenes szakvezetés, mely nem csak a fajok felismerését segíti, de megismerteti az érdeklődőket, azok hobbiállatként való tartásának, tenyésztésének kulisszatitkaival is.
A Madárkert zárt parkolójában található a jegypénztár és ajándékbolt, büfé, valamint található a "Trópus-ház", melybe besétálva és annak külső röpdéiben a madárvilág legkisebb és legszínesebb madarai is megtalálhatók a különféle pintyfajoktól a bajszikákon és fényseregélyeken át a rulrulokig, frankolinokig, itt található Európában a legnagyobb, a gyümölcsgalambok közé tartozó papagájgalamb kolónia is.
A központi madárparkban a madarak mellett kisállat-simogatóban törpenyuszik, csincsillák simogathatók, Bennett-kenguruk, mókusok etethetők.
A "Nevelde" a fiatal madarak gyűjtőhelye, ahol 8 volierben kerülnek elhelyezésre az aktuális tenyészévben kelt fiatal madarak, melyek akár meg is vásárolhatók.
A különféle papagájfajok madárházainak alapterülete 500 m², melyekben eredeti élőhelyük szerint tematikusan elhelyezve láthatók a színes, hangos madarak, melyek közül sok a beszélő papagáj a látogatók nagy örömére. Köztük található meg a gyümölcsevő turákók több faja is.
A déli oldal felső részén épült fel a trópusi tyúkalkatúak számára egy fűtött épület, ahol olyan madarak is láthatók, mint hokkók, keselyűfejű gyöngytyúkok, és jávai pávák.
A park közepén felsétálva tekinthető meg az egzotikus fácánfajok, az országban sehol máshol nem látható fajválasztéka
A fácánsorok felett 100 m²-es kifutókban az indiai kék pávák különféle, ritka színváltozatai, köztük például viola és fekete pávák láthatók

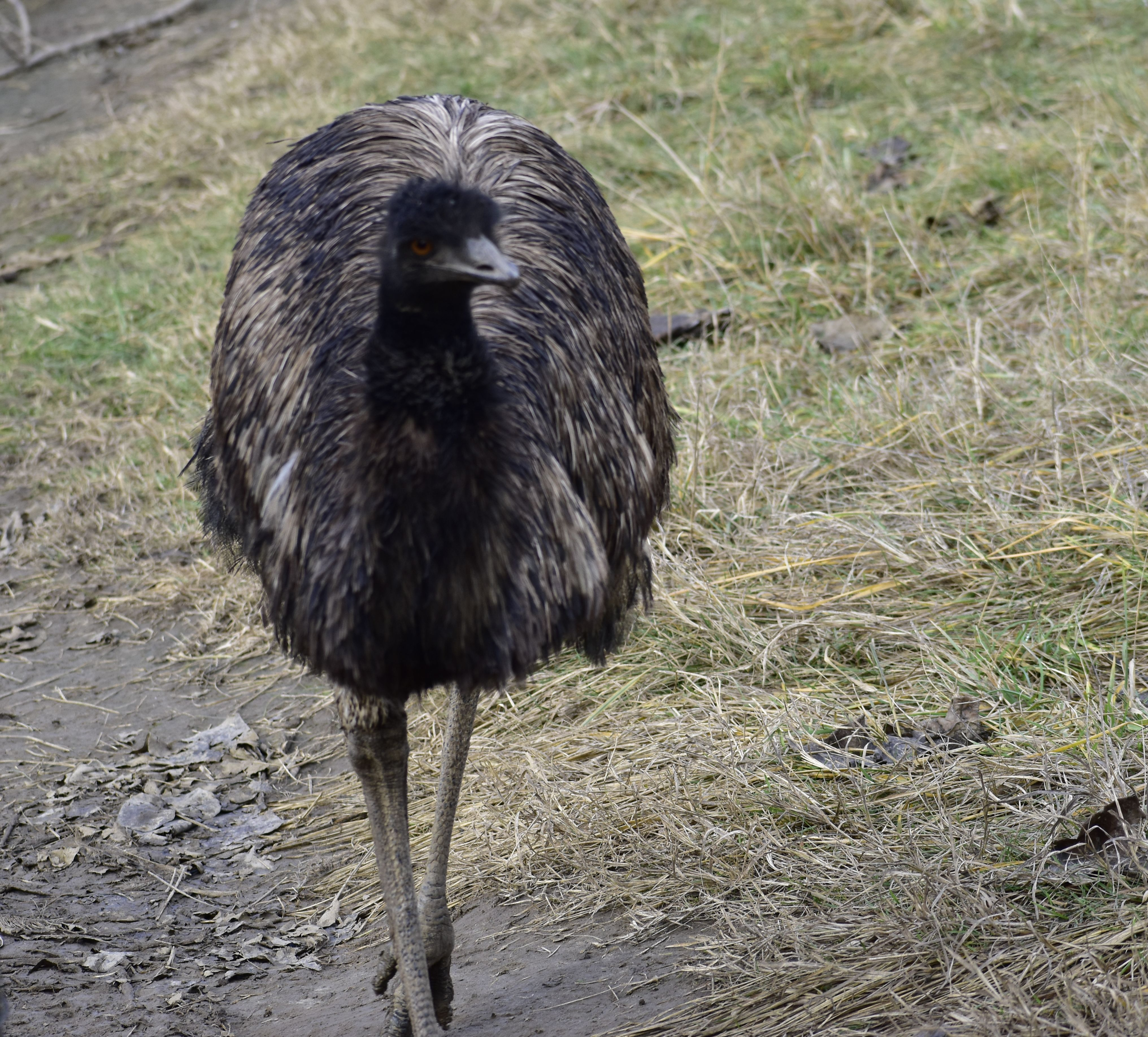
Emu kakas (Dromaius novaehollandiae)

A 300 m²-es emukifutóban országos tenyészrekordot beállított emupáros sétál
A díszbaromfi soron kiállítás győztes baromfik fajtabemutatója, köztük fodros páduai, vagy a "kívül-belül" fekete Ayam cemani
A látogatók szelíd Bennett kengurukat etetgethetnek a szakvezető felügyelete mellett
A park északi szélén feketehattyú tenyészpár ül tojásokon, vagy kíséri utódait díszrécék között
A hattyús tó melletti tavon sarlós fütyülőludak úsznak, mellettük tyúkludak legelésznek
A kijárat előtt kis játszótér várja a családokkal érkező legkisebbeket
A madárpark felett rönkhintákon ringatózva, szaletliben, padokon üldögélve csodálható a panoráma
Minilovak, Shetlandi pónik simogathatók, etethetők gondozói felügyelet mellett
Felső parkoló, mellette tucatnyi gyermek egyidejű szórakoztatására alkalmas rönk játszóvárral, legtetején kis kilátóval, ahonnan Somogy csúcsától a Tihanyi félszigetig, szép időben a Bakonyig lehet ellátni
A park északi csücskében szőlőültetvénnyel körülvett pincéből kialakított, nyáron nyitvatartó borozóban dél-balatoni borok, fröccsök, helyben készült szörpök várják a szomjas vándort

## Érdekességek
- A Madárkert az elsőként megnyitott hazai díszmadárpark.
- A Balatoni Madárkert az új telephely megnyitásának évében, 2018-ban, A Balatoni Nyár televíziós műsor "legértékesebb balatoni, természetközeli látnivaló" kategóriájában 2. helyezett lett.
- 2019-ben a szallas.hu turisztikai gyűjtőoldal felmérései alapján a Madárkert a 7. legértékesebb hazai turisztikai látnivaló.
- A Madárkertben található az ország legnagyobb papagájgyűjteménye.Bajszika a Madárkertben (Trachyphonus erythrocephalus)

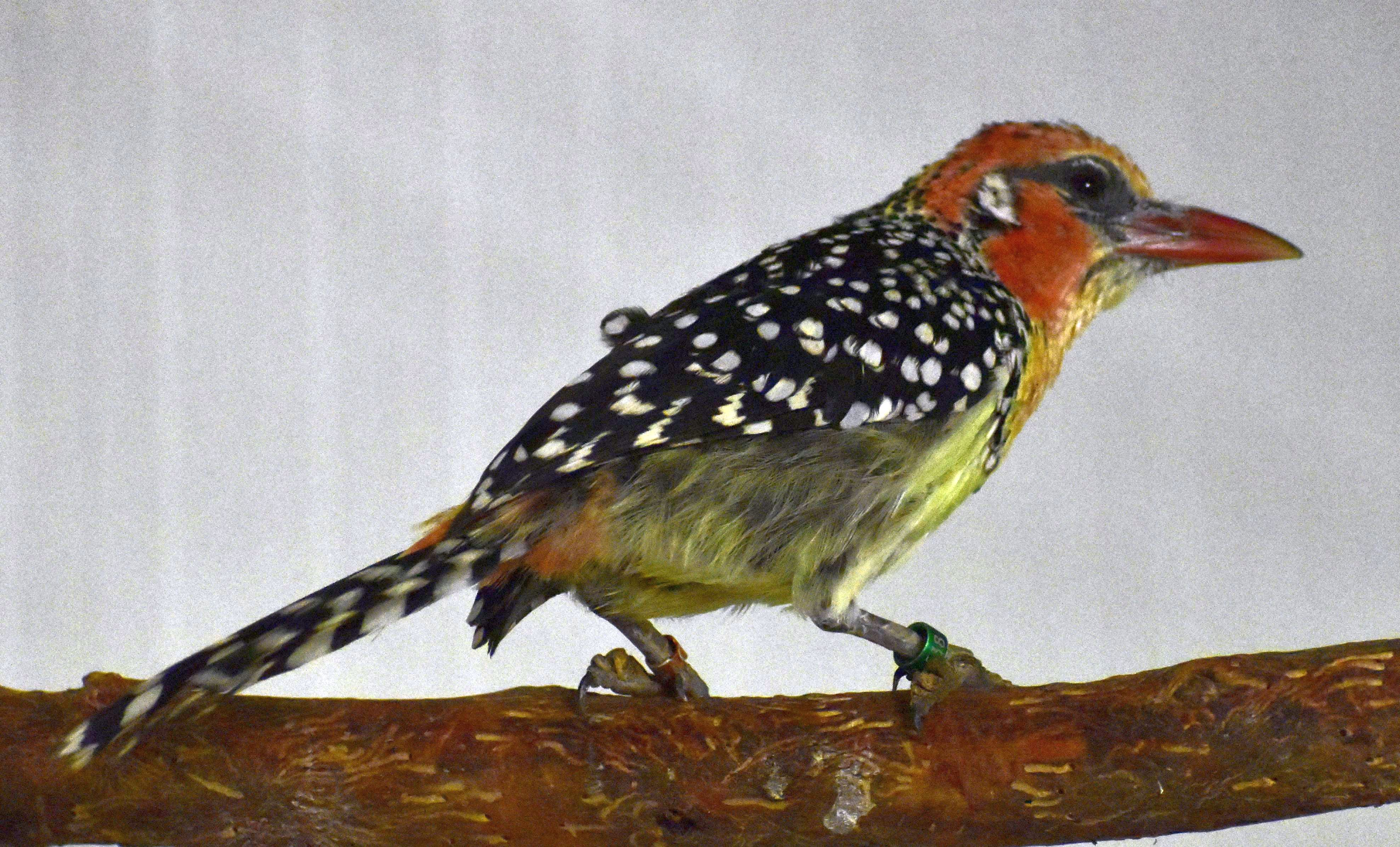
Bajszika a Madárkertben (Trachyphonus erythrocephalus)

- Számos, hazánkban csak itt látható állatot tartanak és itt sikerült hazánkban elsőként tenyészteni csupaszarcú hokkókat is.

## Magyarországi állatparkban csak itt látható madarak a teljesség igénye nélkül
- Koronás tokó (Lophoceros alboterminatus)
- Zöld arasszári (Pteroglossus viridis)
- Piros-sárga bajszika (Trachyphonus erythrocephalus)
- Barna fülesfácán (Crossoptilon mantchuricum)
- Palawan pávafácán, vagy Napóleon fácán (Polyplectron napoleonis)
- Csupaszarcú hokkó (Crax fasciolata)
- Jávai zöldpáva (Pavo muticus)
- Indiai kék páva buford bronz, viola, stb. színváltozatai (Pavo cristatus)
- Sárgahasú gyümölcsgalamb, vagy papagájgalamb (Treron waalia)
- Erckel frankolin (Francolinus erckelii)
- Sárgatorkú frankolin (Francolinus leucoscepus)
- Koklasz fácán (Pucrasia macrolopha)
- Pávaszemes pulyka (Meleagris ocellata)
- valamint még számos papagáj faj, tyúkalkatúak, szövőmadár fajok és más egzóták.

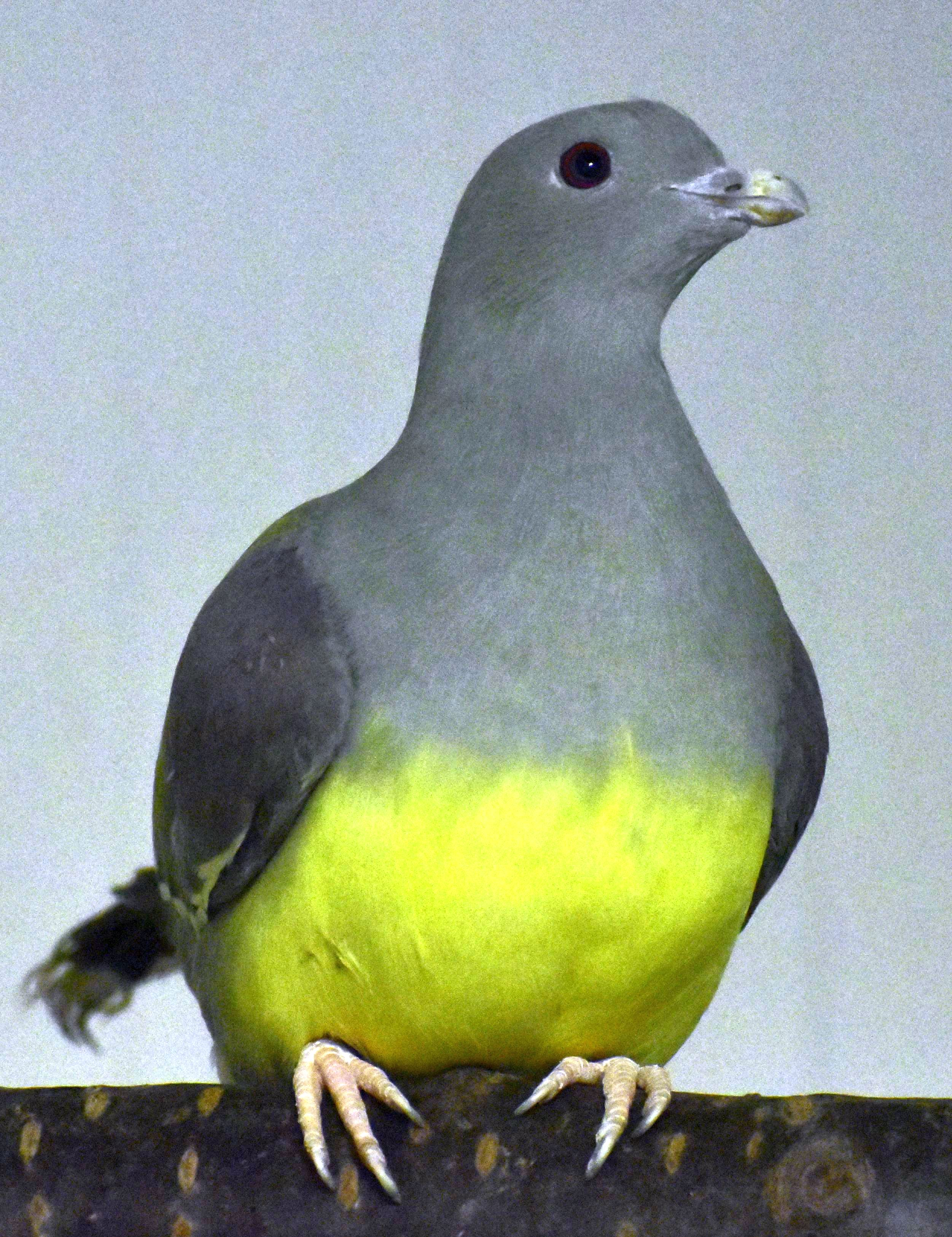
Papagájgalamb (Treron waalia)